# Володимир Робаровський
Володимир Робаровський (нар. 9 квітня 1940) — радянський футболіст, півзахисник.

## Життєпис
Футбольну кар'єру розпочав у складі аматорського клубу «Авангард» (Саратов), за який зіграв 1 матч у кубку СРСР. У 1962 році перейшов до олександрійського «Шахтаря», разом з яким дебютував у змаганнях команд майстрів, у Класі Б. У команді виступав до завершення сезону 1963 року, а наступного сезону перейшов до кременчуцького «Дніпра». У складі команди з Полтавщини також виступав у Класі Б, зіграв 15 матчів, в яких відзначився 1 голом. Футбольну кар'єру завершив у 1965 році в ковровському «Ковровці», за який зіграв 9 матчів у Другій союзній лізі.